# Stenomalina laticeps
Stenomalina laticeps är en stekelart som först beskrevs av Walker 1850.  Stenomalina laticeps ingår i släktet Stenomalina och familjen puppglanssteklar. Arten är reproducerande i Sverige. Inga underarter finns listade i Catalogue of Life.